# 9315 Вайгель
9315 Вайгель (9315 Weigel) — астероїд головного поясу, відкритий 13 серпня 1988 року.
Тіссеранів параметр щодо Юпітера — 3,517.